# Зенфф, Карл Август
Карл Август Зенфф (нем. Karl August Senff; 1770—1838) — художник, график и гравер. Профессор рисования Дерптского университета. Был учителем многих известных эстонских художников.

## Биография
Карл Август Зенфф родился 28 февраля (11 марта) 1770 года в деревне Крайпау недалеко от немецкого Мерзебурга в семье протестантского Богослова Карла Фридриха Зенфа (1739—1814). Изначально Карл Зенфф планировал изучать медицину, но наклонности определили его для искусства. 

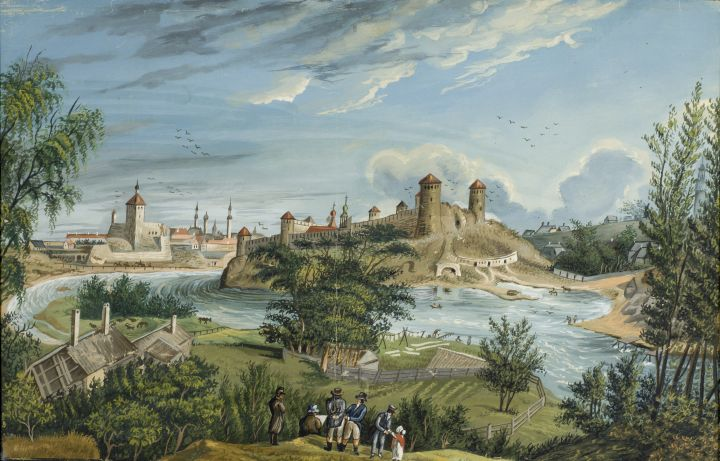
Вид города Нарвы (1812)

В восемнадцатилетнем возрасте Зенфф поступил в Лейпцигскую академию художеств, где с 1788 до 1793 год учился рисованию у Адама Фридриха Эзера. С 1795 года он учился у Кристиана Леберехта Фогеля, профессора академии художеств в Дрездене.
В 1803 году по протекции своего шурина, профессора астрономии Кнорре, был приглашён в Дерпт преподавать рисование и гравюру на меди во вновь открывшемся университете. В 1818 году он получил звание экстраординарного профессора рисования Дерптского университета — в других российских университетах кафедры рисования не было. В университете Зенфф основал особый кабинет для «коллекции школы черчения». Среди его многочисленных учеников был, в частности, Эрнест Готтхильф Боссе.
Скончался 2 (14) января 1838 года в Дерпте и был похоронен на Кладбище Раади.
Его брат — художник Адольф Зенфф. Сёстры, сначала Фредерика, затем Софи, были замужем за Кристофом Кнорре.

## Творчество
Карл Август Зенфф специализировался на гравюрах, пастельной живописи и графическом искусстве. Являлся представителем классицизма. Большинство произведений Зенффа дерптского периода — портреты. Гравировал он почти исключительно портреты прибалтийских деятелей. В 1805 году им был закончен портрет искусствоведа Иоганна Иоахима Винкельмана. 

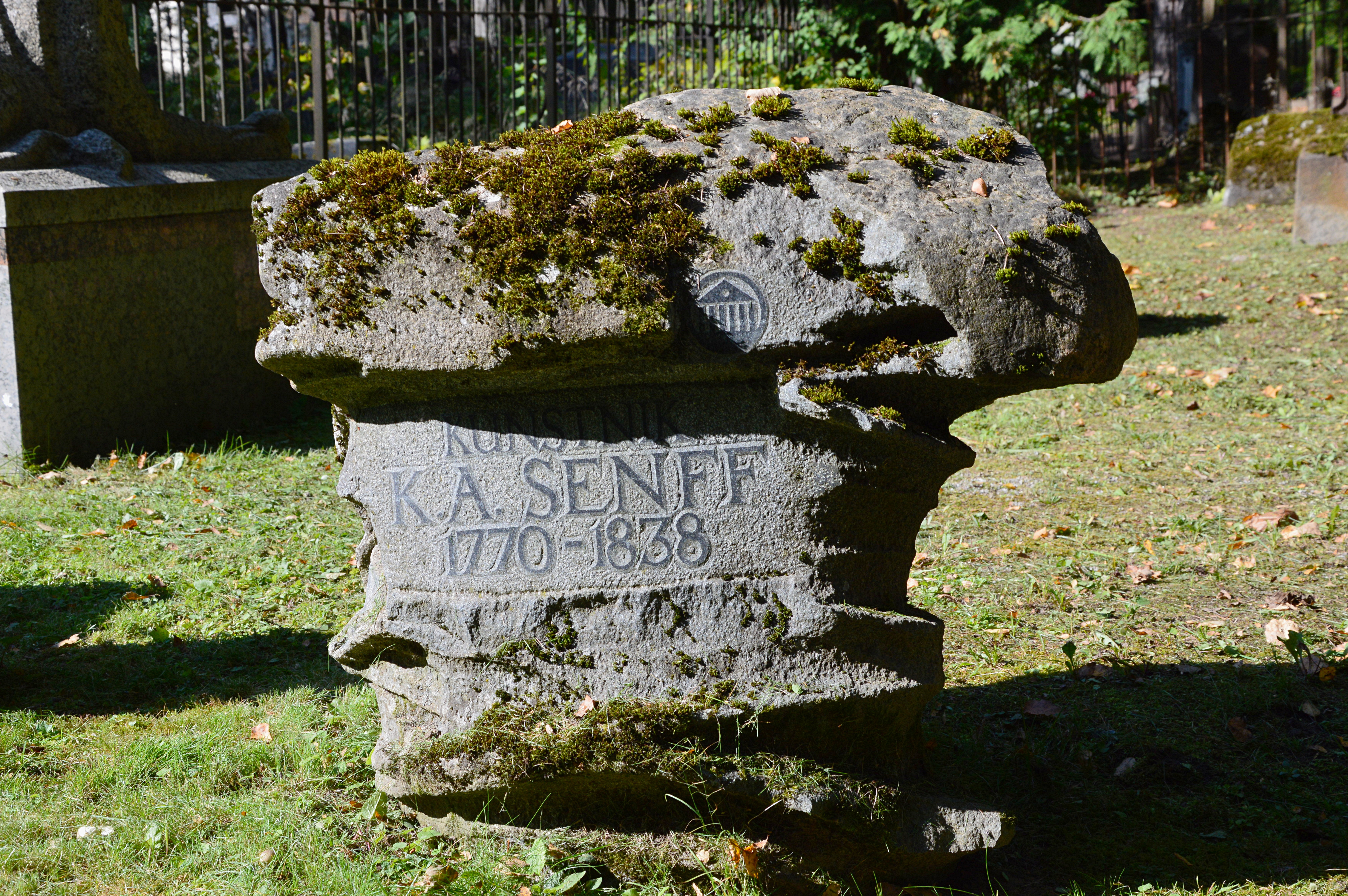
Надгробный камень на могиле Зенффа. Кладбище Раади, Тарту

С 1807 года известна портретная гравюра Фридриха Максимилиана фон Клингера. В 1810 году он выполнил портреты генерал-суперинтендента Дж. Г. Зоннтага и маркиза Филиппо Паулуччи, генерал-губернатора Ливонии, Куры и Эстонии.  В 1813 году Зенфф отправился в Дессау для портретирования фельдмаршала графа П. Х. Витгенштейна.
В 1816 году он выполнил портрет фельдмаршала Михаила Богдановича Барклая-де-Толли, который был использован Джорджем Доу для написания портрета Барклая-де-Толли в рост для Военной галереи Зимнего дворца.
Также им был выполнен портрет Ф. Х. Эрдмана. Любопытен также портрет М. А. Протасовой, выполненный в 1824 году, под которым Жуковский написал стихотворение: «Поэзия есть Бог в святых мечтах земли».
Им был проиллюстрирован, изданный в 1827 году, юбилейный альбом Дерптского университета, содержащий 19 иллюстраций с видами зданий университета.

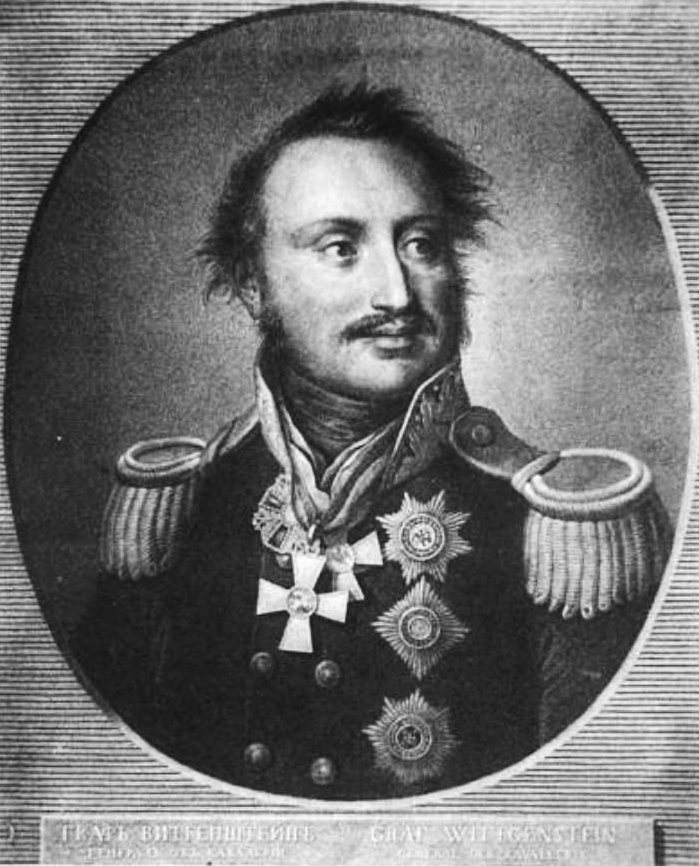
генерал П. Х. Витгенштейн, 1815
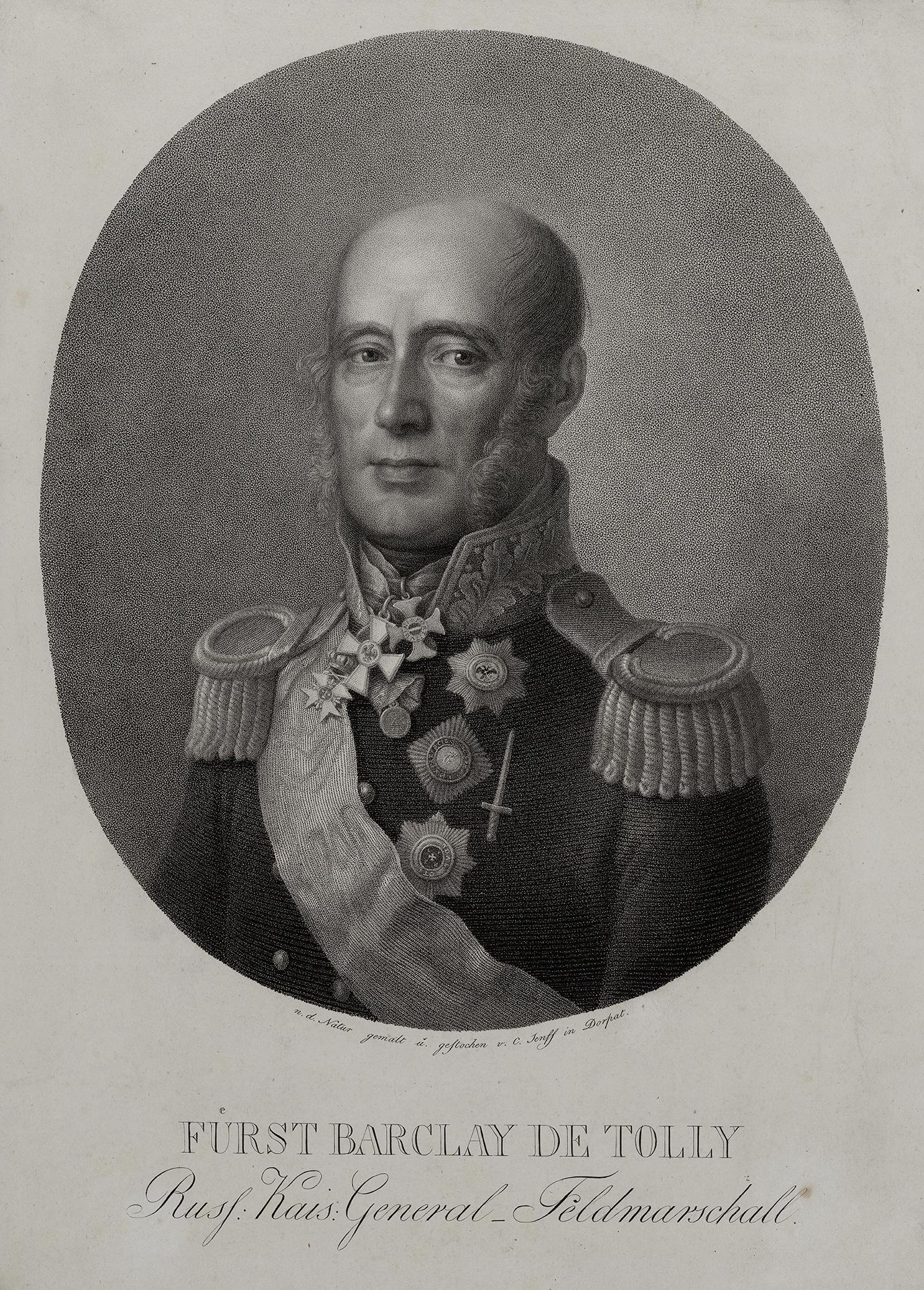
генерал-фельдмаршал М. Б. Барклай-де-Толли, 1816
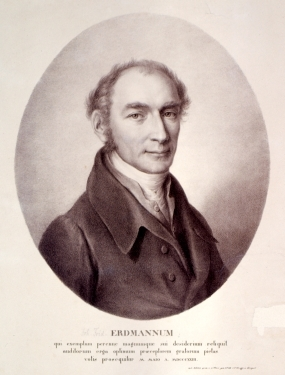
профессор Ф. Х. Эрдман, 1823
профессор Г. Эверс
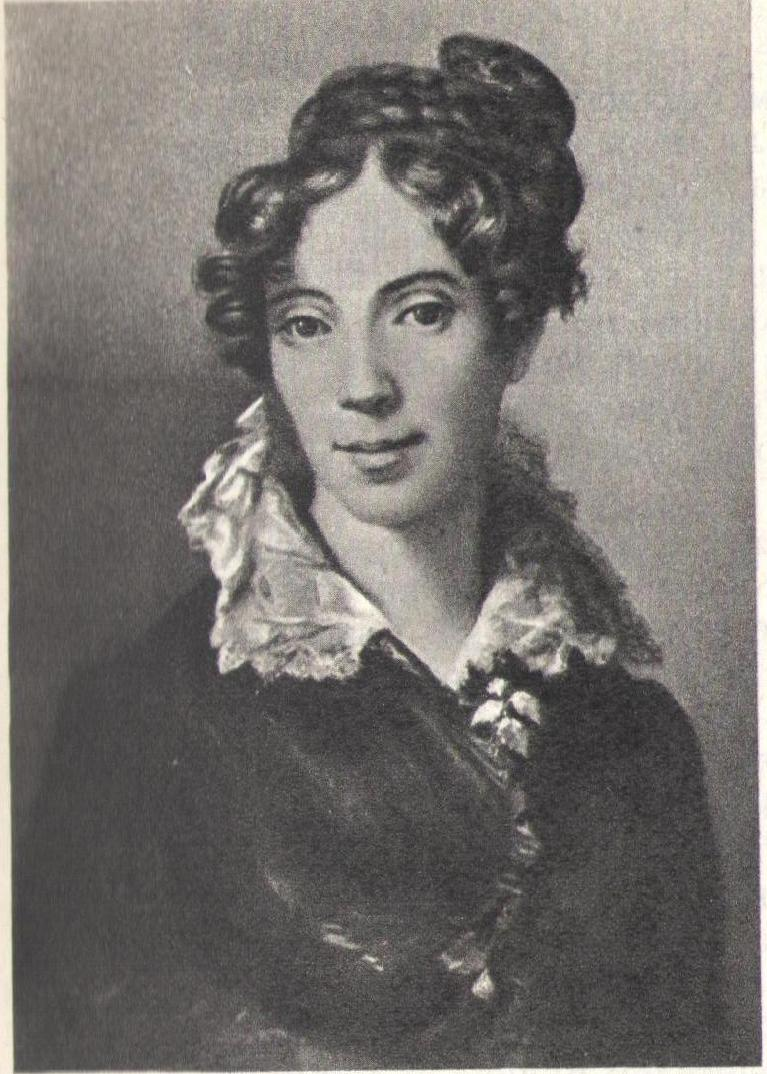
М. А. Мойер (Протасова), 1824

## Семья
В 1800 году женился на Юлиане Альбрехт. У них было несколько детей, в их числе: дочь Каролина (1801—1840), которая вышла замуж за пастора Георга Густава Шиллинга; сыновья Карл Юлиус Зенфф (1804—1832) и Карл Эдуард Зенфф (1810—1850).